# Cyrtophora beccarii
Cyrtophora beccarii är en spindelart som först beskrevs av Tord Tamerlan Teodor Thorell 1878.  Cyrtophora beccarii ingår i släktet Cyrtophora och familjen hjulspindlar. Inga underarter finns listade i Catalogue of Life.